# 고후시
고후시(일본어: 甲府市)는 일본 야마나시현 중앙부에 있는 시이자 야마나시현의 현청 소재지이다. 중핵시로 지정되어 있다.

## 개요
도쿄 도심에서 서쪽으로 135km 거리에 있어 간토 지방 남부와의 관계가 깊고, 지역 구분에 따라서는 수도권으로 간주되는 경우도 적지 않다.
고대에는 현재의 야마나시현에 해당하는 가이국의 고쿠후(国府; 지방 정부)가 설치됨으로써 "가이 후추"(甲斐府中)라고 불렸으며, "고후"라는 이름은 여기에서 유래한다. 센고쿠 시대에는 현재의 야마나시현과 나가노현 남부 등을 통치한 다케다 신겐의 거점이었고, 에도 시대에는 막부의 직할 지역이 되었다.
2000년에는 인구 20만 명 이상의 시가 지정되는 특례시로 지정되었으나 주변 지역으로의 인구 유출이 심각하다. 2006년 3월 1일에는 남쪽으로 인접하던 나카미치정과 가미쿠이시키촌의 일부 지역을 편입했다. 1950년대에 주변 마을을 편입한 이후 남북으로 긴 행정 구역이 되었으나 이때의 편입으로 더욱 긴 행정 구역이 되었다. 2019년에 중핵시가 되었다.
수입 보석의 가공이나 도장 등 전통 산업이 있다. 시내에는 쇼센쿄(昇仙峡) 계곡이나 유무라 온천(湯村温泉) 등의 관광지도 있다.

## 지리
고후 분지의 중앙부를 남북으로 종단하는 형태이다. 모자의 바닥에 작은 기를 세운 모양이다.

## 역사
고후(甲府)라는 이름은 "가이국의 국부"를 의미한다.
고고학자들은 고후 지역에 6천 년 전부터 사람이 살았다는 증거를 발견하였다. 그러나 고후가 공식적으로 성립된 것은 1519년에 다케다씨의 저택이 옮겨오면서부터이다. 센고쿠 시대에 이곳은 다케다 신겐의 근거지였다. 에도 시대에는 도쿠가와 종가의 근친인 신판 다이묘(오와리가, 스루가가, 고후가)와 쇼군 쓰나요시의 측근인 아나기사와 종가 2대의 지배를 받다가 폐번되어 에도 막부의 직할령(천령)이 되었다. 1889년 7월 1일에 고후시가 성립하였고, 1945년 7월 1일 고후 공습으로 740명이 사망하고 1,248명이 부상당했으며 시가지의 70%가 파괴되었다.
고후시는 일본의 중핵시 중 하나이다. 인구 감소로 인해 193,795명에 그쳤으나 2006년 3월 1일에 히가시야쓰시로군 나카미치정, 니시야쓰시로군 가미쿠이시키촌의 일부를 편입해 201,184명으로 다시 증가하였다. 그러나 2009년 기준 추정 인구는 다시 20만 명 밑으로 내려간 상태이다.

## 교통

### 철도
중심역: 고후역
- 동일본 여객철도 주오 본선
- 도카이 여객철도 미노부선

### 도로
- 주오 자동차도
- 신야마나시 환상도로
- 국도 20호선
- 국도 52호선
- 국도 137호선
- 국도 140호선
- 국도 358호선
- 국도 411호선

## 교육
- 야마나시 대학
- 야마나시 현립 대학
- 야마나시 가쿠인 대학
- 야마나시 에이와 대학

## 스포츠
J2리그 소속 축구팀인 반포레 고후가 있다.

## 인구
| 연도 | 인구    | ±%     |
| ---- | ------- | ------ |
| 1940 | 102,419 | —      |
| 1950 | 121,645 | +18.8% |
| 1960 | 160,963 | +32.3% |
| 1970 | 182,669 | +13.5% |
| 1980 | 199,262 | +9.1%  |
| 1990 | 200,626 | +0.7%  |
| 2000 | 196,154 | −2.2%  |
| 2010 | 198,992 | +1.4%  |

## 기후
야마나시 분지 내에 있어 내륙성 기후이며 중앙 고지대 기후를 띈다.
| 고후시의 기후                                                | 고후시의 기후 | 고후시의 기후 | 고후시의 기후 | 고후시의 기후 | 고후시의 기후 | 고후시의 기후 | 고후시의 기후 | 고후시의 기후 | 고후시의 기후 | 고후시의 기후 | 고후시의 기후 | 고후시의 기후 | 고후시의 기후   |
| 월                                                           | 1월           | 2월           | 3월           | 4월           | 5월           | 6월           | 7월           | 8월           | 9월           | 10월          | 11월          | 12월          | 연간            |
| ------------------------------------------------------------ | ------------- | ------------- | ------------- | ------------- | ------------- | ------------- | ------------- | ------------- | ------------- | ------------- | ------------- | ------------- | --------------- |
| 역대 최고 기온 °C (°F)                                       | 20.2 (68.4)   | 25.4 (77.7)   | 28.8 (83.8)   | 33.1 (91.6)   | 35.2 (95.4)   | 38.3 (100.9)  | 40.4 (104.7)  | 40.7 (105.3)  | 38.0 (100.4)  | 33.8 (92.8)   | 29.6 (85.3)   | 24.9 (76.8)   | 40.7 (105.3)    |
| 일평균 최고 기온 °C (°F)                                     | 9.1 (48.4)    | 10.9 (51.6)   | 15.0 (59.0)   | 20.7 (69.3)   | 25.3 (77.5)   | 27.8 (82.0)   | 31.6 (88.9)   | 33.0 (91.4)   | 28.6 (83.5)   | 22.5 (72.5)   | 16.7 (62.1)   | 11.4 (52.5)   | 21.0 (69.8)     |
| 일일 평균 기온 °C (°F)                                       | 3.1 (37.6)    | 4.7 (40.5)    | 8.6 (47.5)    | 14.0 (57.2)   | 18.8 (65.8)   | 22.3 (72.1)   | 26.0 (78.8)   | 27.1 (80.8)   | 23.2 (73.8)   | 17.1 (62.8)   | 10.8 (51.4)   | 5.4 (41.7)    | 15.1 (59.2)     |
| 일평균 최저 기온 °C (°F)                                     | −2.1 (28.2)   | −0.7 (30.7)   | 3.1 (37.6)    | 8.4 (47.1)    | 13.7 (56.7)   | 18.3 (64.9)   | 22.3 (72.1)   | 23.3 (73.9)   | 19.4 (66.9)   | 13.0 (55.4)   | 5.9 (42.6)    | 0.3 (32.5)    | 10.4 (50.7)     |
| 역대 최저 기온 °C (°F)                                       | −19.5 (−3.1)  | −17.2 (1.0)   | −11.4 (11.5)  | −4.6 (23.7)   | −0.6 (30.9)   | 5.4 (41.7)    | 12.6 (54.7)   | 13.2 (55.8)   | 6.0 (42.8)    | −1.8 (28.8)   | −6.0 (21.2)   | −11.7 (10.9)  | −19.5 (−3.1)    |
| 평균 강수량 mm (인치)                                        | 42.7 (1.68)   | 44.1 (1.74)   | 86.2 (3.39)   | 79.5 (3.13)   | 85.4 (3.36)   | 113.4 (4.46)  | 148.8 (5.86)  | 133.1 (5.24)  | 178.7 (7.04)  | 158.5 (6.24)  | 52.7 (2.07)   | 37.6 (1.48)   | 1,160.7 (45.70) |
| 평균 강설량 cm (인치)                                        | 9 (3.5)       | 11 (4.3)      | 1 (0.4)       | 0 (0)         | 0 (0)         | 0 (0)         | 0 (0)         | 0 (0)         | 0 (0)         | 0 (0)         | 0 (0)         | 1 (0.4)       | 23 (9.1)        |
| 평균 강수일수 (≥ 0.5 mm)                                     | 4.7           | 5.2           | 9.0           | 8.3           | 8.9           | 12.0          | 12.3          | 10.4          | 10.8          | 9.7           | 6.1           | 4.9           | 102.2           |
| 평균 강설일수                                                | 5.9           | 5.9           | 3.6           | 0.3           | 0.0           | 0.0           | 0.0           | 0.0           | 0.0           | 0.0           | 0.1           | 3.5           | 19.4            |
| 평균 상대 습도 (%)                                           | 55            | 52            | 55            | 57            | 62            | 69            | 72            | 70            | 71            | 71            | 67            | 60            | 64              |
| 평균 월간 일조시간                                           | 209.1         | 195.4         | 206.3         | 206.1         | 203.9         | 149.9         | 168.2         | 197.0         | 150.9         | 159.6         | 178.6         | 200.9         | 2,225.8         |
| 출처: 일본 기상청 (평년값: 1991년~2020년, 극값: 1894년~현재) |               |               |               |               |               |               |               |               |               |               |               |               |                 |

## 자매 도시
- 대한민국 청주시
- 중국 청두시
- 미국 데모인
- 미국 로다이
- 프랑스 포우
- 일본 야마토코리야마시